# Henri d'Udekem d'Acoz
Henri Joseph Adelin François Xavier Marie Ghislain graaf d'Udekem d'Acoz (Proven, 27 november 1933 - aldaar, 30 augustus 2021) was een Belgisch advocaat en burgemeester van Poperinge. Hij was een oom van Mathilde d'Udekem d'Acoz, de zevende Koningin der Belgen.

## Biografie

### Afkomst

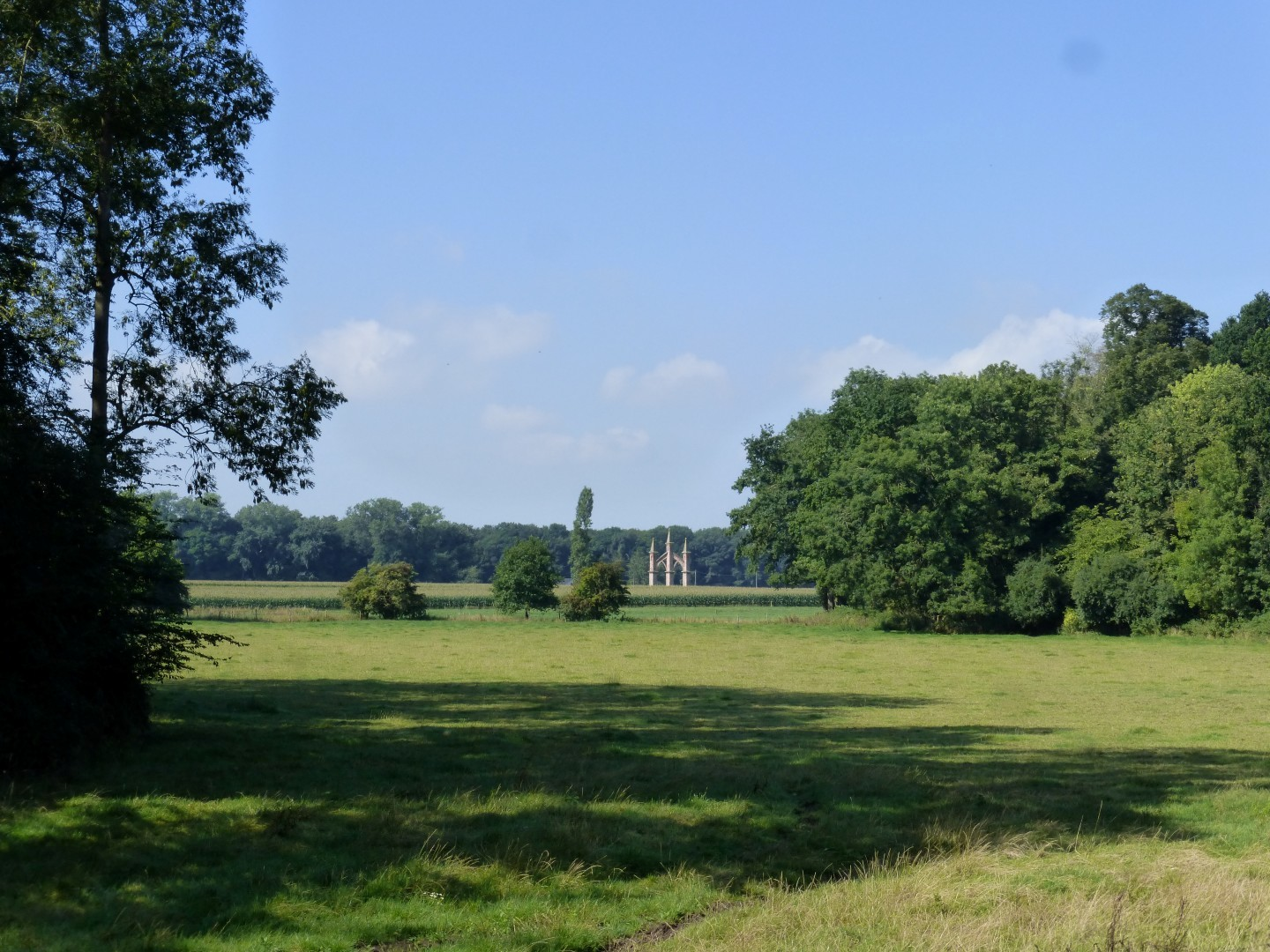
De omgeving van het kasteel Couthof in Proven, woonplaats van Henri d'Udekem d'Acoz, in 2015.

Henri d'Udekem d'Acoz was een telg uit het huis d'Udekem d'Acoz, als oudste zoon van Charles Joseph Marie Ghislain baron d'Udekem d'Acoz en diens tweede echtgenote Suzanne van Outryve d'Ydewalle. Hij was een oom van Mathilde d'Udekem d'Acoz, de zevende Koningin der Belgen. Hij bewoonde zijn ganse leven het ouderlijke kasteel Couthof in Proven, dat hij op latere leeftijd zou schenken aan zijn neef Bernard d'Udekem d'Acoz.
Sinds 1966 mocht d'Udekem d'Acoz de adellijke titel van baron voeren. In 1999 verwierf hij nationale bekendheid na de bekendmaking van de verloving van zijn nichtje Mathilde d'Udekem d'Acoz met prins Filip van België Naar aanleiding van het prinselijk huwelijk kende koning Albert II van België hem en zijn broers Raoul en Patrick in 1999 de titel van graaf toe.
D'Udekem d'Acoz was sinds 1977 effectief lid van de in 1844 gestichte Raad van Adel, waarvan hij van 1992 tot 1996 de laatste voorzitter was. Tussen 2000 en 2004 was hij nog alternerend voorzitter van de nieuwe Raad van Adel. Daarnaast was hij bestuurslid van de Vereniging van de Adel van het Koninkrijk België. Van 1993 tot 31 december 2007 was hij tevens lid van de Commissie tot beheer van het Koninklijk Gesticht van Mesen.

### Advocaat
D'Udekem d'Acoz behaalde de graad van doctor in de rechten en werd advocaat aan de balie van Ieper. Later was hij ook stafhouder. Hij specialiseerde zich in het pachtrecht, waar hij tevens een standaardwerk over schreef. Ook was hij voorzitter van de landbouwcomice in Poperinge-Kemmel en lid van de Provinciale Landbouwkamer.

### Politicus
D'Udekem d'Acoz was daarnaast ook politiek actief voor de CVP, later CD&V. Hij zetelde als gemeenteraadslid van achtereenvolgens Proven (van 1960 tot 1970), Proven-Krombeke (van 1971 tot 1976) en Poperinge (van 1977 tot 2006). Tevens was hij burgemeester van achtereenvolgens Proven (van 1960 tot 1970), Proven-Krombeke (van 1971 tot 1976) en Poperinge (van 1982 tot 1983 en van 1995 tot 2005). Tussen 1977 en 1982 was hij er eerste schepen. Bij de lokale verkiezingen van 2000 behaalde hij als zittend burgemeester 2.905 voorkeurstemmen. Hij kwam niet meer op bij de lokale verkiezingen van 2006.
Daarnaast werd hij op 7 november 1971 lid van de provincieraad van West-Vlaanderen. Hij was voorzitter van de West-Vlaamse provincieraad van 1985 tot 2002. Bij de federale parlementsverkiezingen 2003 kwam hij op op de lijst van CD&V voor de Senaat. Hij behaalde daarbij 46.364 voorkeurstemmen, maar werd niet verkozen.
Opmerkelijk was dat hij zich openlijk als flamingant heeft geuit. Zo was hij medeondertekenaar van de platformtekst 'Vlaanderen, Staat in Europa'. In augustus 2010 werd bekend dat hij toenadering zocht tot de Vlaams-Nationalistische N-VA. Wat later sprak hij echter tegen dat hij lid zou worden van de N-VA. De graaf bleef een voorstander van het behoud van België en de monarchie.

### Familievete
De broers Henri, Patrick en Raoul vochten jarenlang een familievete uit omtrent de nalatenschap van hun moeder Suzanne van Outryve d'Ydewalle. In 2004 werd Henri door de correctionele rechtbank van Ieper veroordeeld tot een boete van 4.957,87 euro wegens belangenvermenging, nadat hij als burgemeester een woning nabij zijn kasteel Couthof in Proven die door zijn broer Patrick was aangekocht, onbewoonbaar liet verklaren. De beslissing werd in april 2005 bevestigd door het hof van beroep van Gent. De enige reden van de onbewoonbaarverklaring lag in het feit dat Henri niet wilde dat zijn broer Patrick zo dicht bij hem een vaste stek had, aldus het hof. Na het overlijden van zijn broer Patrick in 2008 kwam het tot een verzoening binnen de familie.

### Later leven
Op latere leeftijd trouwde d'Udekem d'Acoz kerkelijk op 4 april 2005 met jonkvrouw Marie-Madeleine Kervyn d'Oud Mooreghem (1940), weduwe van Roland ridder van Havre. De graaf bleef kinderloos.
In 2016 veroordeelde de correctionele rechtbank van Kortrijk hem tot zes maanden met uitstel en een geldboete van ruim 4000 euro, gedeeltelijk met uitstel. Reden daarvoor zijn oplichting voor een bedrag van 117.000 euro, een valse kunstschatting en een erfeniskwestie. Een mogelijke schadevergoeding werd voorwerp van een verdere burgerlijke zaak. In 2018 werd hij evenwel door het hof van beroep van Gent vrijgesproken omdat de feiten volgens het hof niet waren bewezen.

### Overlijden
D'Udekem d'Acoz overleed te Proven op 87-jarige leeftijd. De uitvaartplechtigheid vond plaats in de Sint-Bertinuskerk in Poperinge op 3 september 2021. Koning Filip en koningin Mathilde waren daarbij niet aanwezig daar zij in quarantaine waren ingevolge een bevestigde COVID-19-besmetting binnen de koninklijke familie. De stad Poperinge opende een rouwregister en ook West-Vlaams provinciegouverneur Carl Decaluwé betuigde zijn medeleven.

## Onderscheidingen
- België: Vergunning van de titel van graaf, met ingang vanaf 4 december 1999 (KB 8 november 1999).[2]
- België: Commandeur in de Kroonorde, met ingang vanaf 8 april 1998 (KB 15 april 2002).[1]

## Werken
- (nl)  Het pachtrecht: kommentaar op de wet van 4 november 1969, Brussel, Larcier, 1970, 442 p.
- (fr)  Le bail à ferme et le droit de préemption, Brussel, Larcier, 1984, 234 p.
- (nl)  De pachtovereenkomst, Gent, Larcier, vijfde editie, 2019, 922 p., ISBN 978-2-8079-0777-5 (samen met I. Snick).